# Хершел Гриншпан
Хершел Файбел Гриншпан (на немски: Herschel (Hermann) Feibel Grynszpan, фамилията се среща и като Grünspan, в български медии се среща и като Гринспан) е полски евреин, роден и израсъл във Ваймарска Германия. На 7 ноември 1938 извършва атентат срещу третия секретар на германското посолство в Париж Ернст фон Рат, който два дни по-късно – на 9 ноември, умира от раните си, получени от стрелбата. Нацисткият режим се възползва от това покушение, за да извърши през нощта на 9 срещу 10 ноември 1938 г., под лозунга „Мъст за убийството на фон Рат“, масов погром над еврейското население на Германия, придобил популярност като Кристалната нощ.

## Биография
Хершел Гриншпан е роден в Хановер в семейство на полски евреи, което през 1911 емигрира в Германската империя от тогавашното Полско царство в Руската империя. Учи в равинско училище (йешива). Още като младеж се включва в групите на ционистката „Мизрахи“ и спортната „Бар Кохба“. По това време в Германия съществува остро противоборство на национална основа, завършило с идването на националсоциалистическата партия на власт през 1933 година. През 1935 прекъсва обучението си и прави опит да емигрира в Палестина, но британските власти (Палестина е под британски протекторат) му отказват за срок от 1 година заради възрастта. След отказа Гриншпан заминава при чичо си Волф Гриншпан в Брюксел с редовни документи (полски паспорт и немска изходна виза), след което идва предложение от другия му чичо Аврам Гриншпан да отиде да живее при него в Париж. Преминава белгийско-френската граница нелегално, тъй като предполага, че ще му бъде отказана входна виза за Франция. Пристига болен в Париж, като общото му физиологическо състояние за седемнадесетгодишната му възраст не е добро – той е висок 1,54 cm и тежи 45 kg. В продължение на година той и роднините му се опитват безуспешно да получат разрешение за легалното му пребиваване във Франция. Тъй като не успява да се сдобие с такова, Гриншпан насочва усилията си да се прибере в Хановер при семейството си, но получава отказ от местната полицейска служба. През август 1938 Гриншпан получава и заповед за експулсиране от Франция. Чичо му обаче го скрива в друга къща в Париж. Гриншпан няма работа, търсен е от полицията и трябва да се крие – една безнадеждна ситуация.

## Атентатът
Грим открива местоположението на Гриншпан в Южна Франция и изисква от френския министър на правосъдието да го екстрадира в Германия. На 18 юли 1940 година Хершел Гриншпан е предаден от френските на немските власти, след което е транспортиран до затвора на Гестапо в Берлин. Това предаване на Гриншпан е атакувано от правна страна като извършено в противоречие със съдържанието на споразумението за примирие между Германия и Франция, както и с разпоредбите на международното право, тъй като Гриншпан не е немски гражданин.